# Улица Георгия Чантурии
Улица Георгия Чантурии (груз. გიორგი ჭანტურიას ქუჩა) — улица в Тбилиси, в районе Мтацминда, от проспекта Руставели до улицы Георгия Атонели.
Улица является одной из границ Парка 9 апреля.

## История
Первоначальное название — Барятинская, в честь русского генерала Барятинского (1815—1879), Кавказского наместника (22 июля 1856 — 6 декабря 1862).
В советское время носила имя революционера Арсена Джорджиашвили, в 1906 году убившего в Тифлисе генерал-майора Фёдора Фёдоровича Грязнова.
Современное название в честь Георгия Чантурия (1959—1994), грузинского политического деятеля, лидера националистической партии НДПГ.
После установления советской власти в Грузии в д. 5 был открыт Сельскохозяйственный музей, в д. 8 — музей революции Грузии.
Близость улицы к Проспекту Руставели предопределила развитие на ней ряда политических событий в Грузии. Так во время Тбилисских событий 1956 года по ней разбегались демонстранты при разгоне манифестации 9 марта 1956 года.
Во время военного переворота 1991—1992 годов улица стала ареной боев, гостиница «Тбилиси» на углу с Проспектом Руставели сгорела дотла.

## Достопримечательности

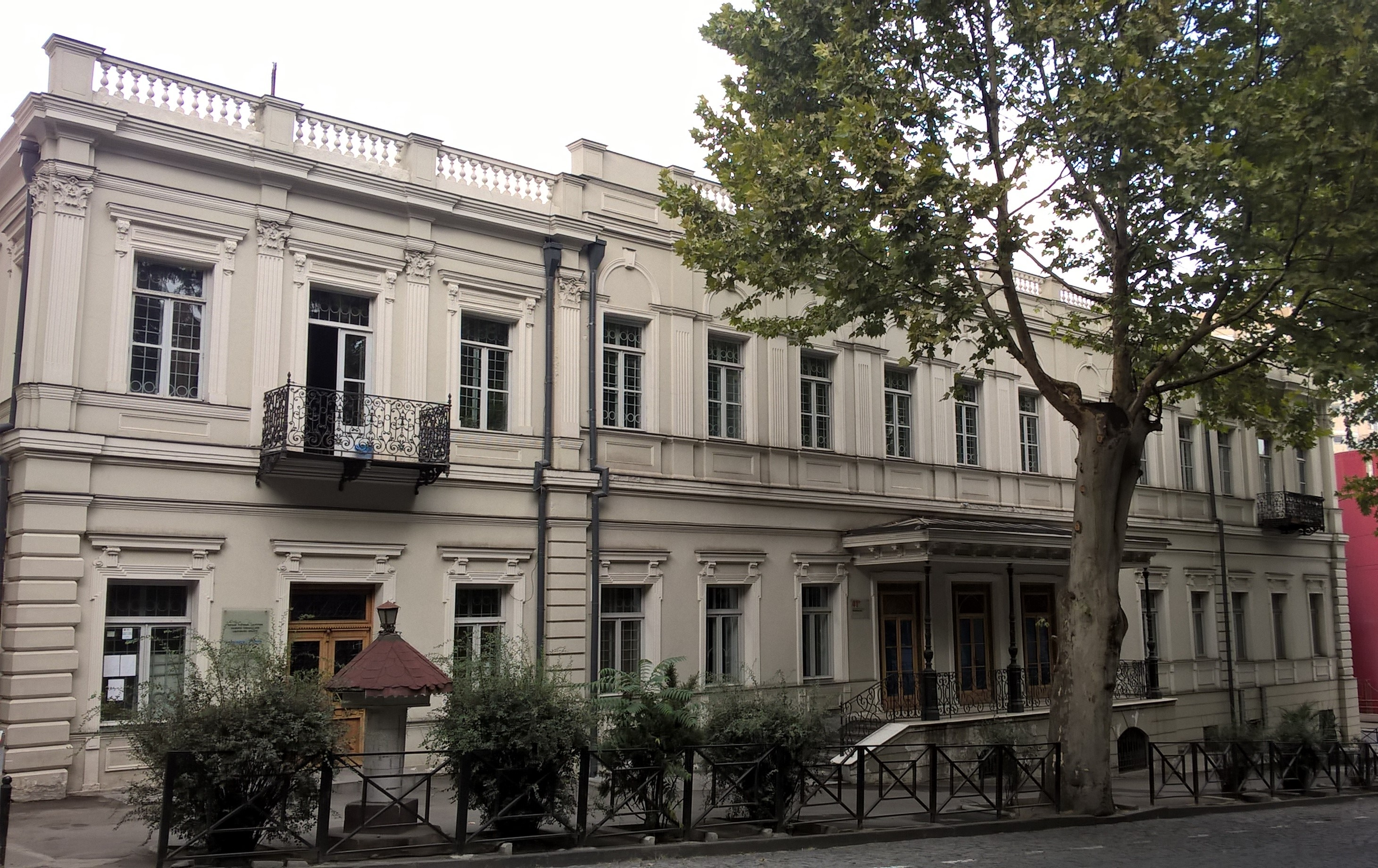
Государственный музей грузинской литературы имени Георгия Леонидзе

д. 2/13 — Tbilisi Marriott Hotel, бывшая гостиница «Мажестик» (1915, архитектор Г. Тер-Микелов)
д. 5 —
д. 6 — посольство Бразилии
д. 8 — Государственный музей грузинской литературы имени Георгия Леонидзе
д. 12 — Министерство экономики и устойчивого развития Грузии

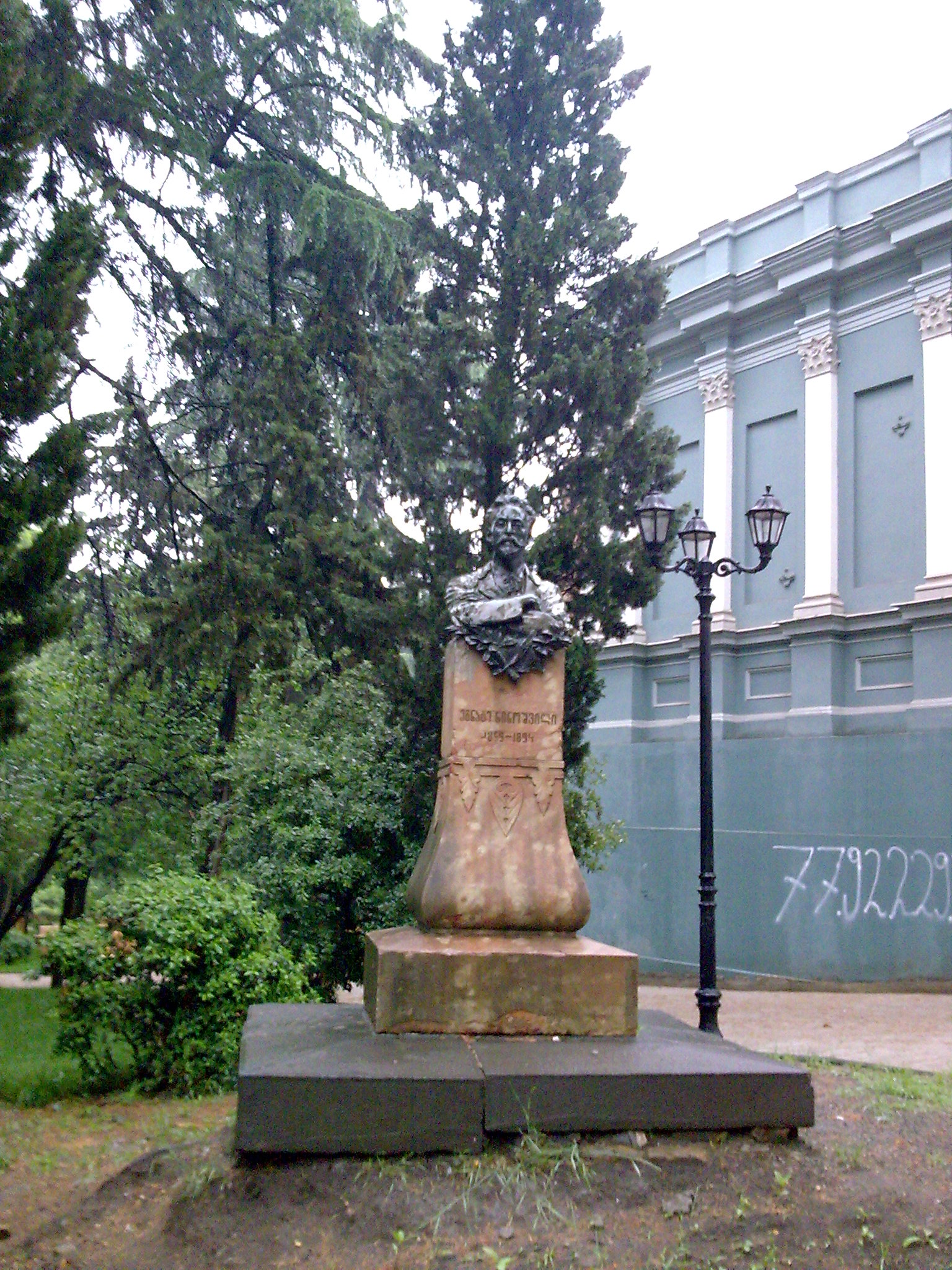
Памятник Ниношвили

Памятник Эгнате Ниношвили.